# Nozipo Maraire
Pour les articles homonymes, voir Maraire.
Jacqueline Nozipo Maraire, née en 1966, est une femme médecin (neurochirurgienne), une entrepreneuse et une femme de lettres zimbabwéenne. Elle est notamment l'auteur de Zenzele : A Letter for My Daughter. Ce roman, publié en 1996, a été publié et traduit dans plus de 14 langues. 

## Biographie
Elle est née en 1966 en Rhodésie du Sud. Sa mère est pédiatre. Son père est professeur d'université, banquier et producteur de tabac. Nozipo grandit à Harare. Ses grands-parents, et d'autres membres proches de la famille, ont été directement impliqués dans la guerre pour l'indépendance contre les britanniques. Maraire quitte le Zimbabwe pendant la lutte pour l'indépendance. Elle vit au Canada, aux États-Unis et en Jamaïque, avant de revenir dans son pays natal devenu le Zimbabwe. À 18 ans, elle quitte à nouveau le Zimbabwe pour continuer ses études aux États-Unis. Elle effectue un premier cycle d'études supérieures à l'Université Harvard , puis  étudie à l'Université Columbia à New York. Elle complète sa formation en neurochirurgie à la Yale School of Medicine (Université Yale),. 
Elle exerce ensuite aux États-Unis comme neurochirurgienne. Elle se consacre également à l'écriture. Son roman Zenzele : A Letter for My Daughter, publiée en 1996, devient un des livres de l'année pour The New York Times et une des meilleures ventes de l'année pourThe Boston Globe. Il est publié et traduit dans plus de 14 langues. Dans ce roman, une mère zimbabwéenne écrit à sa fille, Zenzele, étudiante à Harvard, et lui raconte son parcours en mettant en exergue les bouleversements de son pays et du  continent africain au cours des dernières décennies. Elle lui rappelle aussi que «tant que le lion n'aura pas appris à écrire, les histoires de chasse seront toujours à la gloire du chasseur». Pour Nozipo Maraire, sa génération cherche ses repères entre la culture Africaine traditionnelle et la culture moderne, entre un monde marqué par les sociétés occidentales, et son identité fondamentale,. 
En 1998, elle se marie Allen Chiura, un urologue originaire du Zimbabwe comme elle, un ami d'enfance rencontré de nouveau au milieu des années 1990 à l'aéroport d'Heathrow à Londres. Ils ont quatre enfants.
Conférencière, elle siège également  au conseil d'administration de plusieurs organisations, dont le South North Development Initiative, basé à Manhattan, qui propose des approches novatrices pour  apporter des capitaux aux entreprises africaines et latino-américaines. Elle a travaillé également pour des organismes de développement, comme l'OMS.
En 2010, elle est l'une des lauréates du British Airways Entrepreneur Face à Face Award. Elle est la fondatrice de Cutting Edge Neurosurgeon Inc., une start-up sur le web. Après avoir vécu une trentaine d'années aux États-Unis, elle revient s'installer au Zimbabwe.

## Publications
- Zenzele : A Letter for My Daughter, Phoenix, 1996,  (ISBN 9781857997736).

## Traduction en français
- Souviens-toi, Zenzélé, Albin Michel, 1996,  (ISBN 2-226-08566-1), traduit en français par Marie-Claude Peugeot[5].